# Campeonato Sul-Americano de Atletismo de 2003
A 42ª edição do Campeonato Sul-Americano de Atletismo foi o evento esportivo organizado pela CONSUDATLE no Polideportivo Máximo Viloria,  em Barquisimeto na Venezuela no período de 20 a 22 de junho de 2003. Foram disputados 44 provas no campeonato, no qual participaram 296 atletas de 12 nacionalidades. Ao longo da competição 8 recordes do campeonato foram batidos. 

## Medalhistas

### Masculino
| Evento                      | Ouro                                                                                     | Ouro      | Prata                                                                              | Prata     | Bronze                                                                             | Bronze    |
| --------------------------- | ---------------------------------------------------------------------------------------- | --------- | ---------------------------------------------------------------------------------- | --------- | ---------------------------------------------------------------------------------- | --------- |
| 100 metros                  | Édson Ribeiro · Brasil                                                                   | 10.30     | Heber Viera · Uruguai                                                              | 10.33     | Jarbas Mascarenhas · Brasil                                                        | 10.36     |
| 200 metros                  | Heber Viera · Uruguai                                                                    | 20.6      | Claudinei da Silva · Brasil                                                        | 20.63     | Jorge Sena · Brasil                                                                | 20.71     |
| 400 metros                  | William Hernández · Venezuela                                                            | 45.81     | Anderson dos Santos · Brasil                                                       | 46.07     | Mauricio Mery · Chile                                                              | 46.20     |
| 800 metros                  | Fabiano Peçanha · Brasil                                                                 | 1:46.32   | Osmar dos Santos · Brasil                                                          | 1:46.92   | Simoncito Silveira · Venezuela                                                     | 1:48.31   |
| 1 500 metros                | Fabiano Peçanha · Brasil                                                                 | 3:39.74   | Miguel Ángel García · Venezuela                                                    | 3:41.01   | Javier Carriqueo · Argentina                                                       | 3:42.65   |
| 5 000 metros                | Marílson dos Santos · Brasil                                                             | 13:52.15  | William Naranjo · Colômbia                                                         | 14:03.41  | Luis Fonseca · Venezuela                                                           | 14:17.44  |
| 10 000 metros               | William Naranjo · Colômbia                                                               | 29:37.38  | Luiz Almeida · Brasil                                                              | 29:49.11  | José Alejandro Semprún · Venezuela                                                 | 30:06.03  |
| 20 km marcha atlética       | Sérgio Galdino · Brasil                                                                  | 1:25:54.2 | Fredy Hernández · Colômbia                                                         | 1:26:00.0 | Cristián Muñoz · Chile                                                             | 1:31:16.1 |
| 110 metros barreiras        | Redelen dos Santos · Brasil                                                              | 13.45     | Jackson Quiñónez · Equador                                                         | 13.59     | Mateus Inocêncio · Brasil                                                          | 13.69     |
| 400 metros barreiras        | Bayamo Kamani · Panamá                                                                   | 50.10     | Cleverson da Silva · Brasil                                                        | 50.35     | Eronilde de Araújo · Brasil                                                        | 50.81     |
| 3.000 metros com obstáculos | Néstor Nieves · Venezuela                                                                | 8:46.41   | Celso Ficagna · Brasil                                                             | 8:51.73   | Richard Arias · Equador                                                            | 8:52.66   |
| 4×100 metros estafetas      | Brasil · Jarbas Mascarenhas · Édson Ribeiro · Cláudio Roberto Souza · Claudinei da Silva | 38.96     | Venezuela · Juan Morillo · Omar José Cortés · José Carabalí · Hely Ollarves        | 39.85     | Chile · Pablo Colville · Ricardo Roach · Guillermo Mayer · Mauricio Mery           | 40.04     |
| 4×400 metros estafetas      | Brasil · Luís Ambrosio · Eronilde de Araújo · Flavio Godoy · Anderson Jorge dos Santos   | 3:05.28   | Venezuela · Jonathan Palma · Luis Raúl Luna · Danny Núñez · William José Hernández | 3:09.26   | Colômbia · Jhon Chávez · Gélver Espinoza · Edgar José Bermudes · Julio César Rojas | 3:09.48   |
| Salto em altura             | Fabrício Romero · Brasil                                                                 | 2.22      | Jessé de Lima · Brasil                                                             | 2.22      | Alfredo Deza · Peru                                                                | 2.16      |
| Salto à vara                | Ricardo Diez · Venezuela                                                                 | 5.20      | Javier Benítez · Argentina                                                         | 5.20      | Gustavo Rehder · Brasil                                                            | 5.10      |
| Salto em comprimento        | Víctor Castillo · Venezuela                                                              | 7.78      | Sérgio dos Santos · Brasil                                                         | 7.65      | Irving Saladino · Panamá                                                           | 7.46      |
| Salto triplo                | Jadel Gregório · Brasil                                                                  | 16.76     | Anísio Silva · Brasil                                                              | 16.22     | Johnny Rodríguez · Venezuela                                                       | 16.12     |
| Arremesso de peso           | Marco Antonio Verni · Chile                                                              | 20.23     | Yojer Medina · Venezuela                                                           | 19.29     | Jhonny Rodríguez · Colômbia                                                        | 18.22     |
| Lançamento de disco         | Marcelo Pugliese · Argentina                                                             | 57.44     | Jorge Balliengo · Argentina                                                        | 55.22     | Héctor Hurtado · Venezuela                                                         | 54.61     |
| Lançamento do martelo       | Juan Cerra · Argentina                                                                   | 73.31     | Adrián Marzo · Argentina                                                           | 67.25     | Aldo Bello · Venezuela                                                             | 65.27     |
| Lançamento do dardo         | Luiz da Silva · Brasil                                                                   | 79.50     | Noraldo Palacios · Colômbia                                                        | 76.81     | Nery Kennedy · Paraguai                                                            | 75.53     |
| Decatlo                     | Édson Bindilatti · Brasil                                                                | 7254      | Juan Jaramillo · Venezuela                                                         | 6763      | Enrique Aguirre · Argentina                                                        | 6585      |

### Feminino
| Evento                      | Ouro                                                                                              | Ouro       | Prata                                                                           | Prata      | Bronze                                                                                  | Bronze     |
| --------------------------- | ------------------------------------------------------------------------------------------------- | ---------- | ------------------------------------------------------------------------------- | ---------- | --------------------------------------------------------------------------------------- | ---------- |
| 100 metros                  | Digna Luz Murillo · Colômbia                                                                      | 11.35      | Lucimar de Moura · Brasil                                                       | 11.43      | Wilmary Álvarez · Venezuela                                                             | 11.59      |
| 200 metros                  | Digna Luz Murillo · Colômbia                                                                      | 23.13      | Lucimar de Moura · Brasil                                                       | 23.34      | Wilmary Álvarez · Venezuela                                                             | 23.40      |
| 400 metros                  | Geisa Coutinho · Brasil                                                                           | 51.81      | Eliana Pacheco · Venezuela                                                      | 52.43      | Josiane Tito · Brasil                                                                   | 52.68      |
| 800 metros                  | Luciana Mendes · Brasil                                                                           | 2:02.06    | Christiane dos Santos · Brasil                                                  | 2:02.50    | Rosibel García · Colômbia                                                               | 2:02.84    |
| 1 500 metros                | Juliana de Azevedo · Brasil                                                                       | 4:17.54    | Niusha Mancilla · Bolívia                                                       | 4:21.54    | Ana Cláudia Coimbra · Brasil                                                            | 4:21.75    |
| 5 000 metros                | Maria Rodrigues · Brasil                                                                          | 16:11.70   | Erika Olivera · Chile                                                           | 16:23.97   | Lucélia Peres · Brasil                                                                  | 16:36.31   |
| 10 000 metros               | Ednalva da Silva · Brasil                                                                         | 34:13.50   | Erika Olivera · Chile                                                           | 34:43.02   | Luz Eliana Silva · Chile                                                                | 35:01.73   |
| 20 km marcha atlética       | Sandra Zapata · Colômbia                                                                          | 1:40:52.60 | Morelba Useche · Venezuela                                                      | 1:48:24.90 | Marcela Pacheco · Chile                                                                 | 1:49:50.10 |
| 100 metros com barreiras    | Gilvaneide Parrela · Brasil                                                                       | 13.44      | Maíla Machado · Brasil                                                          | 13.63      | Princesa Oliveros · Colômbia                                                            | 13.77      |
| 400 metros com barreiras    | Lucimar Teodoro · Brasil                                                                          | 56.86      | Raquel da Costa · Brasil                                                        | 57.51      | Princesa Oliveros · Colômbia                                                            | 57.53      |
| 3.000 metros com obstáculos | Mónica Amboya · Equador                                                                           | 10:25.90   | Silvia Paredes · Equador                                                        | 10:38.22   | Patrícia Lobo · Brasil                                                                  | 10:55.88   |
| 4×100 metros estafetas      | Brasil · Renata Vilela Sampaio · Lucimar de Moura · Rosemar Coelho Neto · Thatiana Regina Ignâcio | 44.16      | Colômbia · Mirtha Brock · Luz Celia Ararat · Melisa Murillo · Digna Luz Murillo | 44.67      | Chile · Daniela Riderelli · María José Echeverría · Daniela Pávez · María Izabel Coloma | 45.37      |
| 4×400 metros estafetas      | Brasil · Maria Laura Almirao · Josiane Tito · Lucimar Teodoro · Geisa Coutinho                    | 3:28.64    | Venezuela · Wilmary Álvarez · Ángela Alfonso · Yusmelis García · Eliana Pacheco | 3:34.30    | Colômbia · Luz Celia Ararat · Princesa Oliveros · Mirtha Brock · Rosibel García         | 3:41.05    |
| Salto em altura             | Luciane Dambacher · Brasil                                                                        | 1.82       | Yetzálida Pérez · Venezuela                                                     | 1.82       | Claudia Casals · Argentina                                                              | 1.79       |
| Salto à vara                | Alejandra García · Argentina                                                                      | 4.20       | Carolina Torres · Chile                                                         | 4.20       | Milena Agudelo · Colômbia                                                               | 4.00       |
| Salto em comprimento        | Keila Costa · Brasil                                                                              | 6.30       | Catherine Ibargüen · Colômbia                                                   | 6.04       | Mónica Falcioni · Uruguai                                                               | 5.94       |
| Salto triplo                | Keila Costa · Brasil                                                                              | 13.62      | Luciana dos Santos · Brasil                                                     | 13.42      | Catherine Ibargüen · Colômbia                                                           | 13.07      |
| Arremesso de peso           | Elisângela Adriano · Brasil                                                                       | 18.34      | Luz Dary Castro · Colômbia                                                      | 16.59      | Marianne Berndt · Chile                                                                 | 16.39      |
| Lançamento de disco         | Elisângela Adriano · Brasil                                                                       | 58.37      | Luz Dary Castro · Colômbia                                                      | 51.73      | María Cubillán · Venezuela                                                              | 50.47      |
| Lançamento do martelo       | Katiuscia de Jesus · Brasil                                                                       | 61.01      | Josiane Soares · Brasil                                                         | 59.65      | Adriana Benaventa · Venezuela                                                           | 58.34      |
| Lançamento do dardo         | Sabina Moya · Colômbia                                                                            | 58.30      | Alessandra Resende · Brasil                                                     | 57.01      | Romina Maggi · Argentina                                                                | 52.36      |
| Heptatlo                    | Thaimara Rivas · Venezuela                                                                        | 5622       | Elizete da Silva · Brasil                                                       | 5334       | Valeria Steffens · Chile                                                                | 5169       |

## Quadro de medalhas
| Ordem | País      | Medalha de ouro | Medalha de prata | Medalha de bronze | Total |
| ----- | --------- | --------------- | ---------------- | ----------------- | ----- |
| 1     | Brasil    | 27              | 18               | 9                 | 54    |
| 2     | Venezuela | 5               | 9                | 10                | 24    |
| 3     | Colômbia  | 5               | 7                | 8                 | 20    |
| 4     | Argentina | 3               | 3                | 4                 | 10    |
| 5     | Chile     | 1               | 3                | 8                 | 12    |
| 6     | Equador   | 1               | 2                | 1                 | 4     |
| 7     | Uruguai   | 1               | 1                | 1                 | 3     |
| 8     | Panamá    | 1               | 0                | 1                 | 2     |
| 9     | Bolívia   | 0               | 1                | 0                 | 1     |
| 10    | Paraguai  | 0               | 0                | 1                 | 1     |
| 10    | Peru      | 0               | 0                | 1                 | 1     |

## Participantes
Um total de 296 atletas de 12 nacionalidades participaram do evento.
| - Argentina (33) - Bolívia (3) - Brasil (75) - Chile (40) - Colômbia (36) - Equador (20) | - Guiana (4) - Panamá (4) - Paraguai (2) - Peru (8) - Venezuela (62) – (anfitrião) - Uruguai (9) |

Legenda
| Recorde mundial       | Recorde mundial (World record)               |                       | Recorde africano                      | Recorde africano (African) |                                           | Q | Classificado por posição (Qualified) |
| Recorde do campeonato | Recorde do campeonato (Championship record)  | Recorde da América    | Recorde da América (Americas)         | q                          | Classificado por melhor tempo (Qualified) |   |                                      |
| Melhor marca do ano   | Melhor marca do ano (World leading)          | Recorde asiático      | Recorde asiático (Asian)              | DNS                        | Não largou (Did not start)                |   |                                      |
| Recorde nacional      | Recorde nacional (National record)           | Recorde europeu       | Recorde europeu (European)            | DNF                        | Não terminou (Did not finish)             |   |                                      |
| Recorde pessoal       | Recorde pessoal do atleta (Personal best)    | Recorde da Oceania    | Recorde da Oceania (Oceania)          | DSQ / DQ                   | Desclassificado (Disqualified)            |   |                                      |
| Recorde da temporada  | Recorde da temporada do atleta (Season best) | Recorde sul-americano | Recorde sul-americano (South America) | NM                         | Sem marca (No mark)                       |   |                                      |